# 法國經濟
法國經濟（法語：‎）是一種採取混合經濟和市场经济相結合的經濟模式，以強制平衡農業、工業和服務業之間比例为特点。法國政府竭力避免過度偏重或忽略某个產業，方便法國国產的商品能輕鬆完成自給自足，若以2020年的名义GDP计算，法国是目前世界第七大的经济体。
法国为欧洲傳統的农业大国，是世界第六大農產品生產國和第三大出口國，其可用農地面積高達全歐洲大陸的1/2。因此法國在歐盟中話語權巨大，它出产的紅葡萄酒、香檳酒、起司和麵包等農產品亦能大量出口並享誉世界。比起農業，法国的各類工业也較為发达且平衡，重工業和輕工業均實力不俗，以核電技術、汽車工業、航空航天业、化工材料、大型連鎖賣場等為核心持續佔據世界的先進地位。
法國的首都巴黎是它最重要的城市，屬於標準的世界都市之一，也是歐洲的文化藝術中心。巴黎大都會區在2018年創造了7380億美元的GDP收入（按PPP算為8820億），可以佔到全法國的1/3，呈現“超一極化”發展。 。根據《財富》雜誌所報導的全球500強公司的數量，它是歐洲第一多，也是全球第三多的。法國的奢侈品行业全球领先，其附屬的各種時裝、皮包、鞋類、香水、時尚雜誌等產業為法國帶來眾多的文化資本。法国境内名胜古迹众多，亦是全世界觀光客人數最多的國家，帶動其旅遊及交通產業興旺。

## 历史
早在18世纪末，法国就已开始产业革命，但直至第一次世界大战前，与其它工业发达国家相比，法国农业在国内生产总值中仍占较大比重，工业企业规模过小，生产率低下，技术水平相对落后，工业就业人口近半数集中在食品和轻工业部门，至20世纪20年代，随着冶金、有色金属、橡胶和机械工业的兴起，法国才完成产业结构的转变，工业产值在国民经济中的比重超过农业，完成向工业国的过渡。
第二次世界大战期间，法国经济遭到严重破坏，战后，法国动用政府干预手段，成立了以经济学家让·莫内为首的国家计划总署，制定、实施了著名的“现代化与装备计划”，开创了资本主义国家实施国家经济计划的先河。法国政府把重点放在基础产业部门，将煤炭、电力、钢铁、水泥、运输、农业机械设备确定为优先发展对象，对基础产业实行投资倾斜政策，提高工业技术装备现代化水平。法国经济得到迅速恢复，1948年，国内生产总值和工业生产指数已达到战前水平。
1950年代末至1970年代初，是法国经济的起飞时期，在欧洲一体化的大背景下，法国把发展重心转移到石油化工、电子和机电、汽车、高速火车、宇航、造船、通讯设备等新兴工业部门，以此为龙头带动整个工业的全面发展。在此期间，法国国内生产总值年均增长速度高达5.7％，高于同期美国、英国、德国的增长水平。1973年，法国国内生产总值首次突破1万亿法郎，人均国民收入首次突破2万法郎。
1970年代中期以后，以第一次石油危机为标志，法国经济进入缓慢增长阶段。尽管历届政府采取各种措施，不断进行经济结构调整，失业率仍连番上升。法国的经济年均增长率由1970年代末的3.25％下降至1980年代的2.25％，1990年代初进一步降至1.2％，1993年甚至陷入负增长。1994年起，法国经济进入恢复性增长时期。进入21世纪后，法国经济年增长率始终在1%至2%之间徘徊，2008年全球金融危机及2019冠状病毒病疫情更为法国经济带来巨大冲击。

## 背景
法國於1994至1998年間的國內生產總值增長率平均為2%，2000年達到3%。如同其他歐陸經濟體，法國實際上的國內生產總值的增長相對薄弱。失業率相對地高，根據國際勞工組織統計資料，法國失業率於2008年二月達到幾乎7.5%。
自2000年全球經濟衰退，增大的貿易逆差為法國經濟的一大憂慮。然而，法國的所得不均（以基尼係數測量）維持低水平，相較之下，其他經濟體的所得不均皆大量增長。此外，法國的貧困率為6%，為世界上擁有最低貧困率的國家之一（相較於英國15%與美國12%）。不過，在此必須注意的是，貧困的定義視各國標準而定，而此類的比較並非總是相當的準確。10%的家戶掌控46%的總體資產（8萬億歐元），相較之下，在美國10%的家戶掌控71%的總體資產，而最富1%的家戶掌控38%的總體資產。1960至2006年間，家戶平均開支中的固定支出（住宿、保險、賒帳、稅金等等）比例由22%增加至45%。

## 產業

### 農業

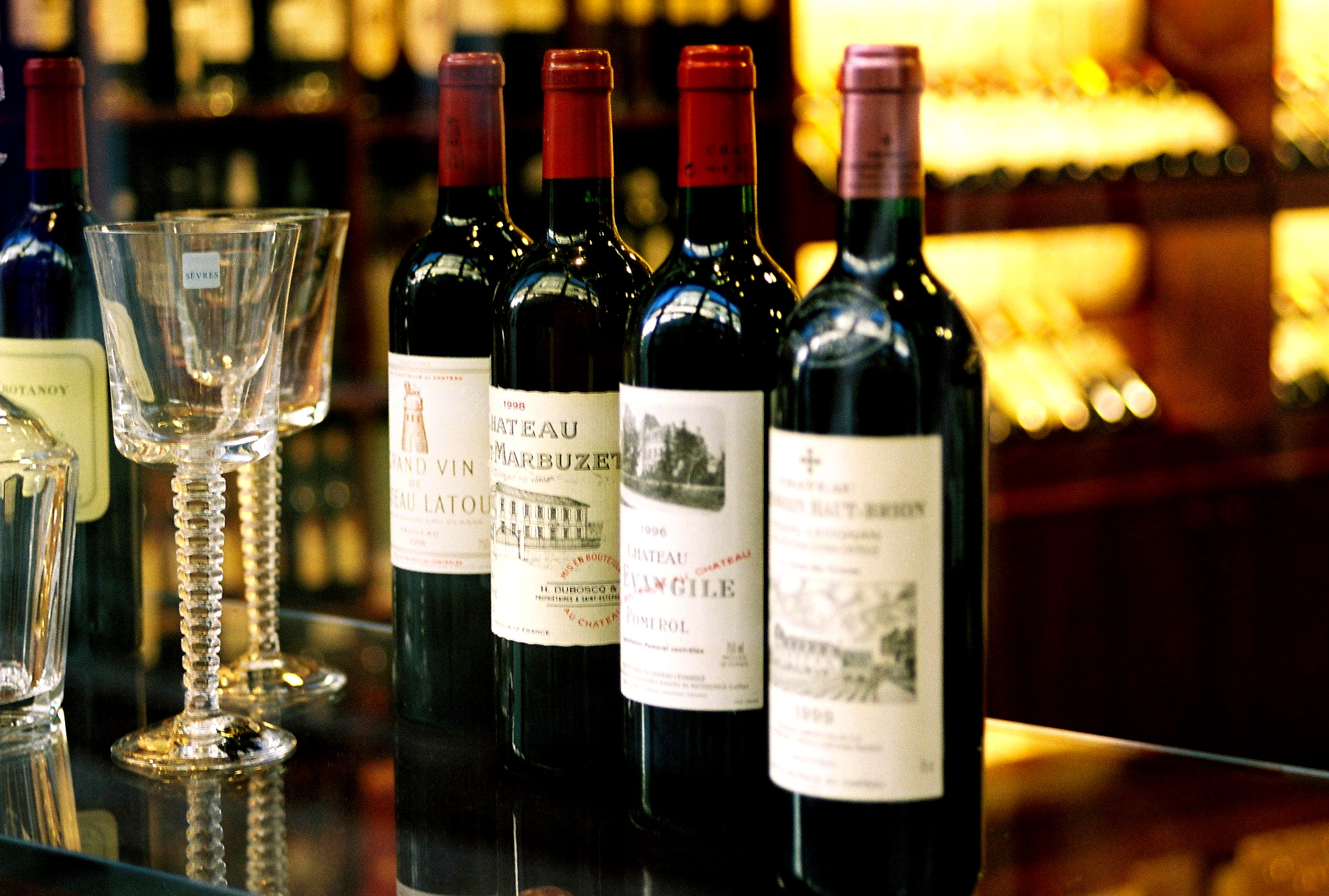
Bordeaux紅酒出口品

法国为世界第二大农产品出口国，世界第二大葡萄酒生产国、第五大牛奶生产国、世界最大甜菜生产国。大規模的小麥種植為法國北部的一項特徵。牛奶及乳品、豬肉、家禽，以及蘋果的生產都集中在西部地區。牛肉產自法國中部，而水果、蔬菜，和葡萄酒的生產則分布於法國中部和南部地區。法國為眾多農業產品的主要生產國，目前更致力於其林業以及漁業的擴展。共同農業政策的實施以及關稅及貿易總協定的烏拉圭回合談判協定理應促成法國農業的改革。
法國為世界第六大農業生產國，以及僅次於美國的世界第二大農產品出口國。然而，70%的法國出口農產品輸出至其他的歐盟會員國，以及許多面對嚴重食物短缺問題的貧窮非洲國家（其中包括法國前殖民地）。小麥、牛肉、豬肉、家禽，和牛奶及乳品為主要的出口農產。即便美國為法國的第二大進口國，但美國必須面對來自法國國內、其他歐盟會員國和第三世界國家的強烈競爭。美國出口至法國的農產品總計大約每年6亿美元，主要包括黃豆、牧草和飼料、海產，與消費者導向產品，主要包括點心和堅果。法國則主要出口乳酪、加工食品和葡萄酒到美國，相當於每年9亿美元以上。
法國農業嚴重依賴來自歐盟的補貼，相當於110億歐元。法國為歐盟內反對降低補貼的主要國家。補助使法國享有競爭優勢，卻也損害自由貿易的概念。特定的政府政策，例如將葡萄酒重新分類於“健康食品”而免課加值稅，對促進國內產業繁榮大有幫助。

### 工業
法國擁有大規模且多樣化的工業基礎。法國的研究與發展經費高達國內生產總值的2.3%，在經濟合作與發展組織國家中排名第三。

#### 重工業
法國，如同許多現代工業國家，擁有大規模且多樣化的工業基礎。法國的主要工業為電信（包括通信衛星）、航太和國防、造船（軍艦及特殊船隻）、製藥、建築及土木工程、化學、以及汽車生產（2005年3.5百萬輛）。
法国材料工业基础雄厚，拥有世界钢铁企业巨头阿塞洛米塔尔集团、世界最大玻璃制品生产企业和第二大出口公司圣戈班集团、塑料加工龙头企业奥姆尼塑料公司和塑美阿丽贝公司、世界最大的轮胎生产企业米其林公司、世界建筑材料的领军企业拉法基集团。
法国是世界第四大汽车出口国。标致雪铁龙集团、雷诺分别是世界第八和第十大汽车生产商。
法国航空航天工业世界领先。空中客车公司与美国波音公司并列为世界两大航空客机制造商。空客直升机公司（原欧洲直升机公司）是世界第一大直升机制造商。达索航空是世界主要军用飞机制造商之一。阿丽亚娜空间公司在世界卫星发射市场占据重要位置。

#### 電氣工業及核工業
2006法國電力
法国是世界上第二大核能生产国，核电装机容量仅次于美国。法國國內並無石油生產，因而嚴重依賴核能發展。核能在全國電力產量中的佔比從1973年的8%，1980年的24%，1990年的75%發展至今天的大約78%。核廢料儲存於再加工廠。
2006年法國電力產量淨值達548.8兆瓦特-小時（TWh），其中：
- 428.7兆瓦特-小時（TWh）（78.1%）為核能發電
- 60.9兆瓦特-小時（TWh）（11.1%）為水力發電
- 52.4兆瓦特-小時（TWh）（9.5%）石化燃料發電
  - 21.6兆瓦特-小時（TWh）（3.9%）煤炭
  - 20.9兆瓦特-小時（TWh）（3.8%）天然氣
  - 9.9兆瓦特-小時（TWh）（1.8%）其他化石燃料（燃料油和工業副產品氣體例如高爐煤氣）
- 6.9兆瓦特-小時（TWh）（1.3%）為其他種類的發電（主要為垃圾資源回收及風車發電）
  - 風車發電量由2004年的0.596兆瓦特-小時（TWh）增加到2005年的0.963兆瓦特-小時（TWh），以及2006年的2.15兆瓦特-小時（TWh），但風車發電仍然只佔0.4%的總發電量（2004年）。

#### 輕工業
法国是欧洲第一大药品生产国，世界第三大药品出口国，主要企业有赛诺菲、皮尔法伯公司、施维亚。
法国是全球最大的时尚奢侈品及化妆品生产国之一，拥有路易威登、爱马仕、香奈儿、迪奥、兰蔻、欧莱雅等多个世界顶级品牌。

#### 軍火工業

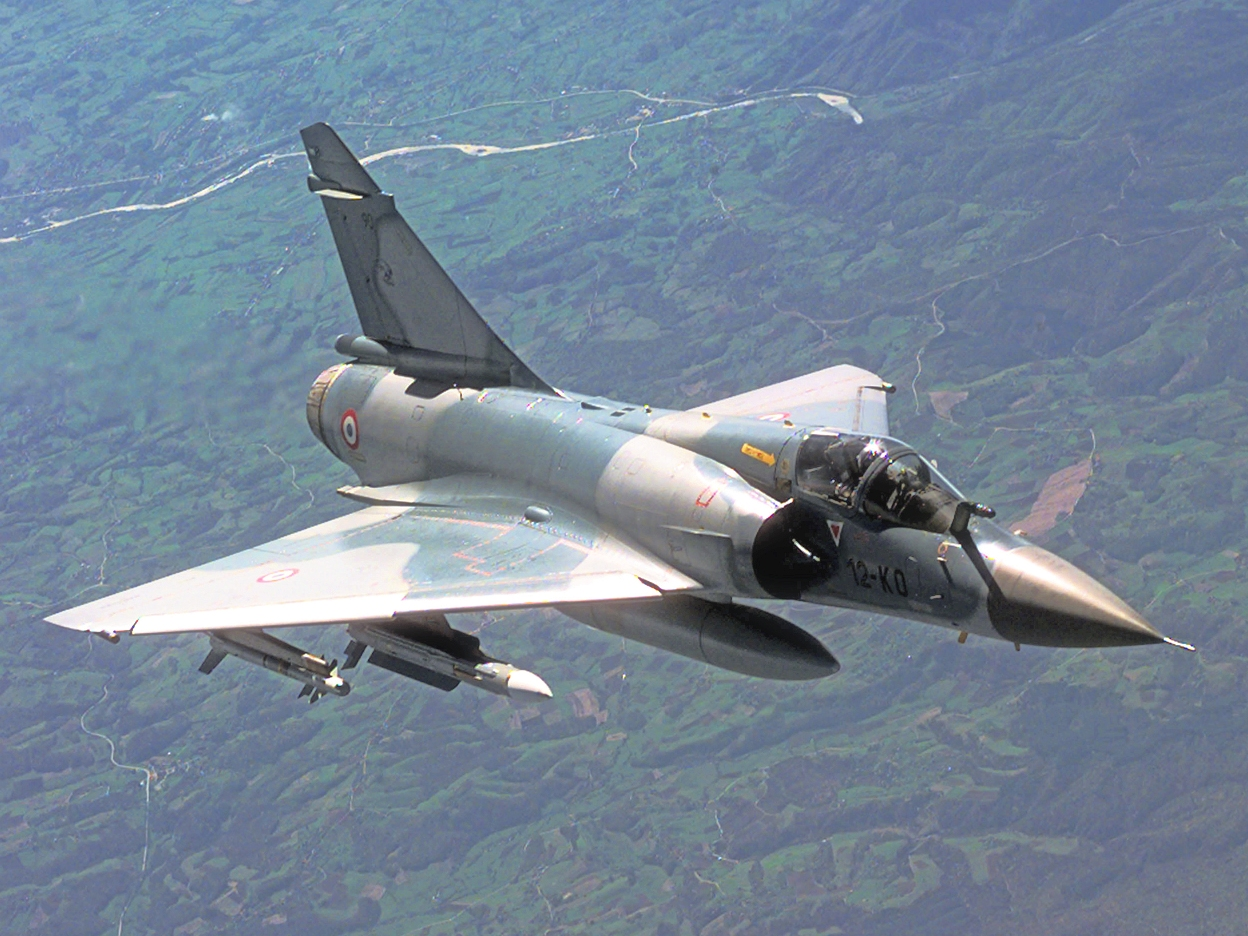
法國幻象2000戰機

法國為世界第三大武器供應國。法國武器工業建造艦艇、槍砲、核能武器及裝備，其主要客戶為法國政府。再者，讓-皮埃爾‧拉法蘭政府的超高國防經費（目前為350億歐元），也促成法國武器工業的成功。此外，國外需求更在法國武器工業的擴展中扮演了重要角色：舉例而言，法國出口大量武器至阿拉伯联合酋长国、希腊、印度、巴基斯坦、臺灣、新加坡及許多其他國家与地区。

### 第三產業

#### 銀行業
法国原有的法定货币为法郎，2002年加入欧元区后，以欧元为法定货币。法兰西银行是法国的中央银行。

#### 贸易及運輸業
法国是全球贸易大国之一。2019年，全年对外贸易总额为15550亿欧元，出口主要商品为航空航天器、日用化学品、汽车、药品、机械设备等，进口主要商品为机电产品、运输设备和化工产品等。主要货物贸易国为德国、美国、意大利和西班牙。

#### 金融業
巴黎证券交易所是法国最大的证券交易所，也是泛欧交易所的重要组成部分。CAC 40指数是巴黎证交所最重要的股价指数，根据在巴黎证交所上市的40家大公司的股价综合编制而成。

#### 旅遊業

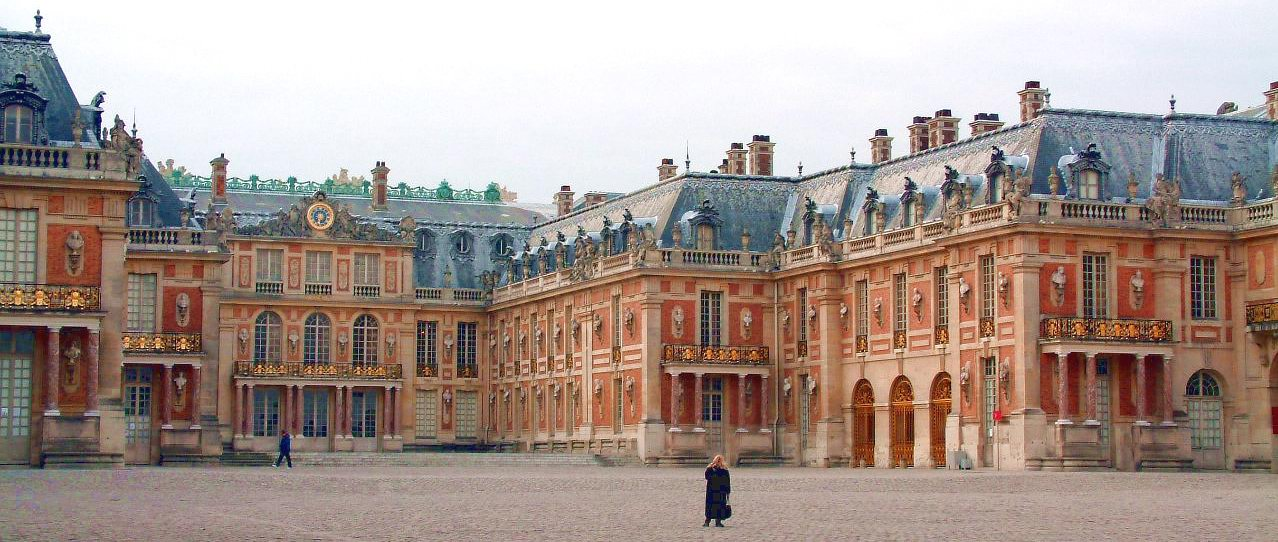
凡爾賽宮觀光區

法國為世界第一大旅遊目的地國，每年有超過七千五百萬人次的旅客量，旅遊業為法國經濟的重要產業。1960年代，法國政府積極促進法國阿爾卑斯山區滑雪運動的發展，開發全新高海拔渡假勝地，其中包括一些全世界最寬廣的滑雪道。法國首都巴黎同樣是世界第一大旅遊目的地城市。

## 當前經濟議題

### 失業
失業率自1970年代以來長期地處於高水平。
自從雅克·希拉克於2002年當選連任後，让-皮埃尔·拉法兰與多米尼克·德维尔潘相繼兩屆內閣嘗試實行一些適度的“自由主義”政策以對抗失業問題：移除或減弱勞動相關法律，並降低發薪稅金以促進雇用就業。多米尼克·德维尔潘推行政策幫助小型企業（企業雇員少於10人），由於財政方面的抑制因素，小型企業擴展相當的困難，這些政策同時致力幫助失業者再度就業。
- 財政獎勵
  - 總計35億歐元的所得稅減免。
  - 提供每年1000歐元的稅金減免，以鼓勵失業年輕人至勞動力短缺部門（例如旅館業、餐飲業等等）工作。
  - 提供每人一次機會的1000歐元獎賞給找到工作的長期失業者。
  - 雇用見習生的企業可獲得稅金及社會福利費用的減免。
  - 提供“面對面”服務的企業（例如在家開業美髮師、老年人照護、兒童照護）可獲得稅金及社會保險費用的減免。
  - 資遣資深雇員的企業免除“罰款”。
- 建立新勞動契約
  - “首次雇用契約（法语：Contrat première embauche）”（Contrat Première Embauche，CPE）適用於需要雇用26歲以下年輕成人，且雇員超過20人的企業。雇主與年輕雇員雙方將皆受益於此項新勞動契約。雇主所負擔的社會福利費用將獲得三年的減免，而在契約簽定的頭兩年間，雇主將能夠任意地解雇其雇員。年輕雇員將獲得在其領域上的工作經驗而受益於“首次雇用契約”。一旦被解雇，雇員將得到政府補助及雇主的小額補償金。
  - “新雇用契約（法语：Contrat nouvelles embauches）”（Contrat Nouvelle Embauche，CNE）適用於微型企業（雇員少於20人的企業）。這項契約透過社會福利費用的減免、財政方面抑制成長因素的消除、及雇用人員相關文書作業的減少，以獎勵那些期望能夠快速擴展其企業規模的雇主。契約簽定的頭兩年將被視為一段試用期，在此期間，雇員將被剝奪針對不當解雇的保護，雇員一旦被解雇將得到政府補助。一旦兩年試用期結束，雇員將成為固定的全職員工。

左派政黨及工會認為以上兩項契約將創造出不穩定且低報酬的工作，因而批評多米尼克·德维尔潘的政策。遭遇來自左派政黨及工會的激烈抗議，多米尼克·德维尔潘撤回首次雇用契約。其後的尼古拉·萨科齐政府也撤回新雇用契約。

### 預算改革

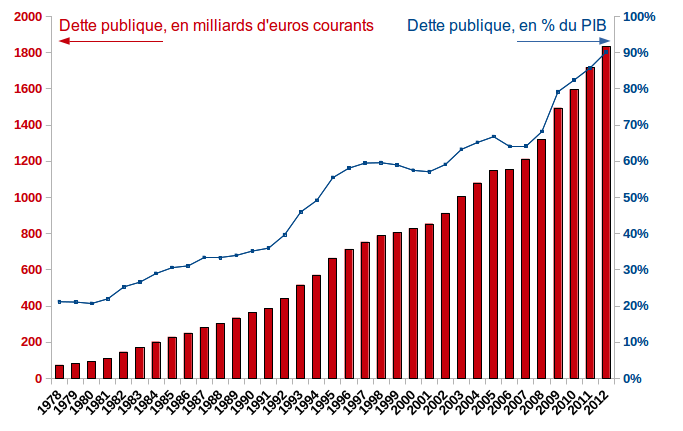
法國公債

自從雅克·希拉克於2002年當選連任後，讓‧皮埃爾‧拉法蘭及多明尼克‧德維勒班的中間偏右派政府面對國家與社會福利預算赤字的不斷攀升。2004年，讓‧皮埃爾‧拉法蘭提案立法改革法國社會福利體制同時並削減開支，以降低預算赤字。
經濟學家及其後政府並主張提高退休年齡以因應經濟發展需求。
反對者主要來自左派政黨，其次來自法國民主聯盟（執政內閣中的中間派政黨），他們聲稱改革提案對法國將造成不良影響，人民理應反對。反對者認為，讓‧皮埃爾‧拉法蘭的改革將嚴重打擊勞工階級人口，然而同時政府卻透過補助及減稅方式，為特殊利益而揮霍公帑。他們堅稱所謂的稅金削減實際上只是將開支由國家轉移到地方稅金。2004年三月，讓‧皮埃爾‧拉法蘭於地區選舉中慘敗。